# Épineau-les-Voves
Épineau-les-Voves ist eine französische Gemeinde mit 711 Einwohnern (Stand: 1. Januar 2022) im Département Yonne in der Region Bourgogne-Franche-Comté. Die Gemeinde gehört zum Arrondissement Auxerre und zum Kanton Migennes. Die Einwohner werden Spinoliens genannt.

## Geografie
Épineau-les-Voves liegt etwa 18 Kilometer nordnordwestlich von Auxerre an der Yonne, die die Gemeinde im Norden begrenzt. Umgeben wird Épineau-les-Voves von den Nachbargemeinden Laroche-Saint-Cydroine im Norden, Charmoy im Osten, Valravillon im Süden sowie Champlay im Westen.

## Bevölkerungsentwicklung
| Jahr                       | 1962 | 1968 | 1975 | 1982 | 1990 | 1999 | 2006 | 2018 |
| Einwohner                  | 386  | 457  | 492  | 574  | 659  | 665  | 723  | 742  |
| Quellen: Cassini und INSEE |      |      |      |      |      |      |      |      |

## Sehenswürdigkeiten
- Geburtskirche  (Église de la Nativité)
- Schloss (heutiger Poney Club)

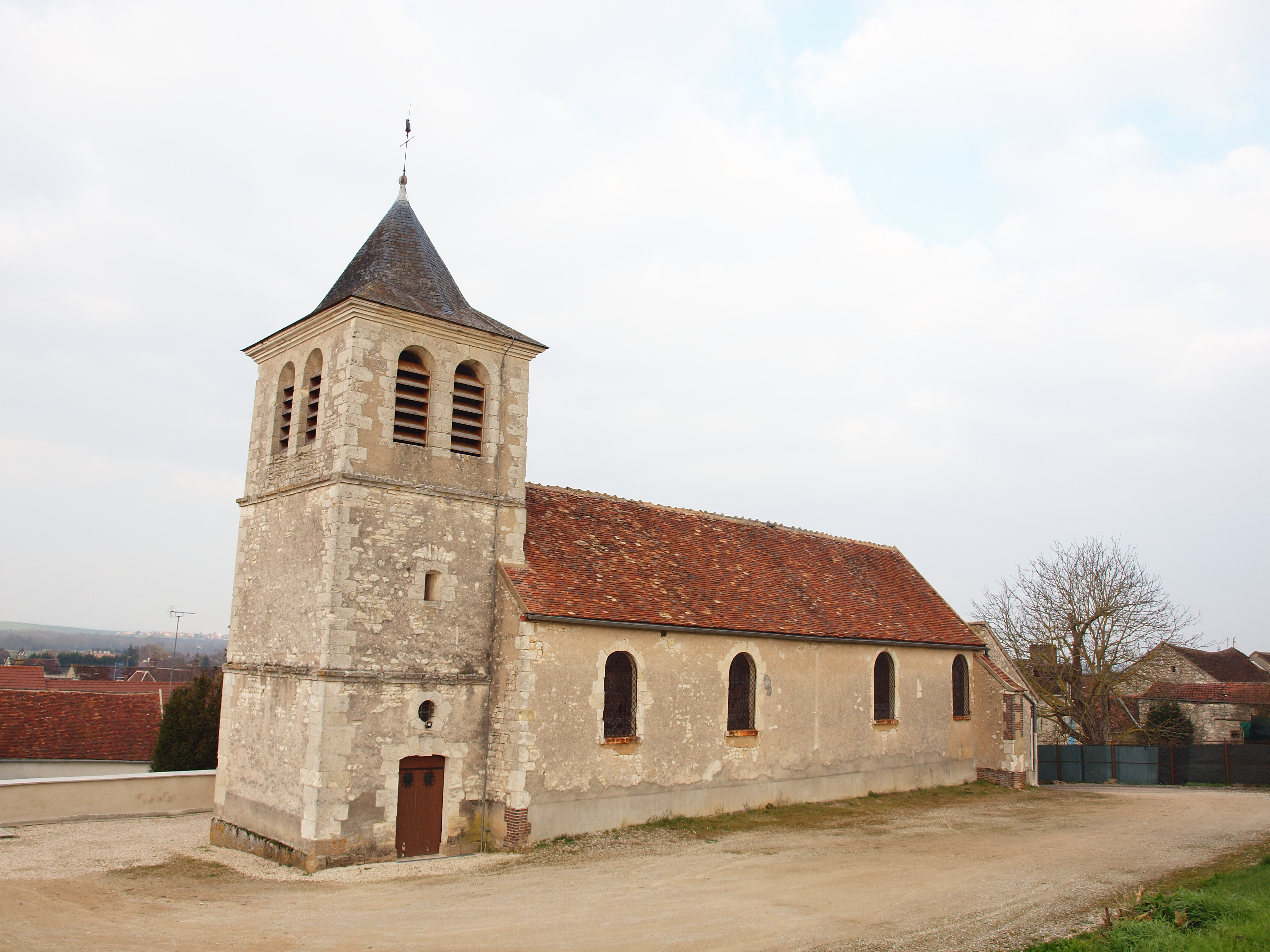
Geburtskirche
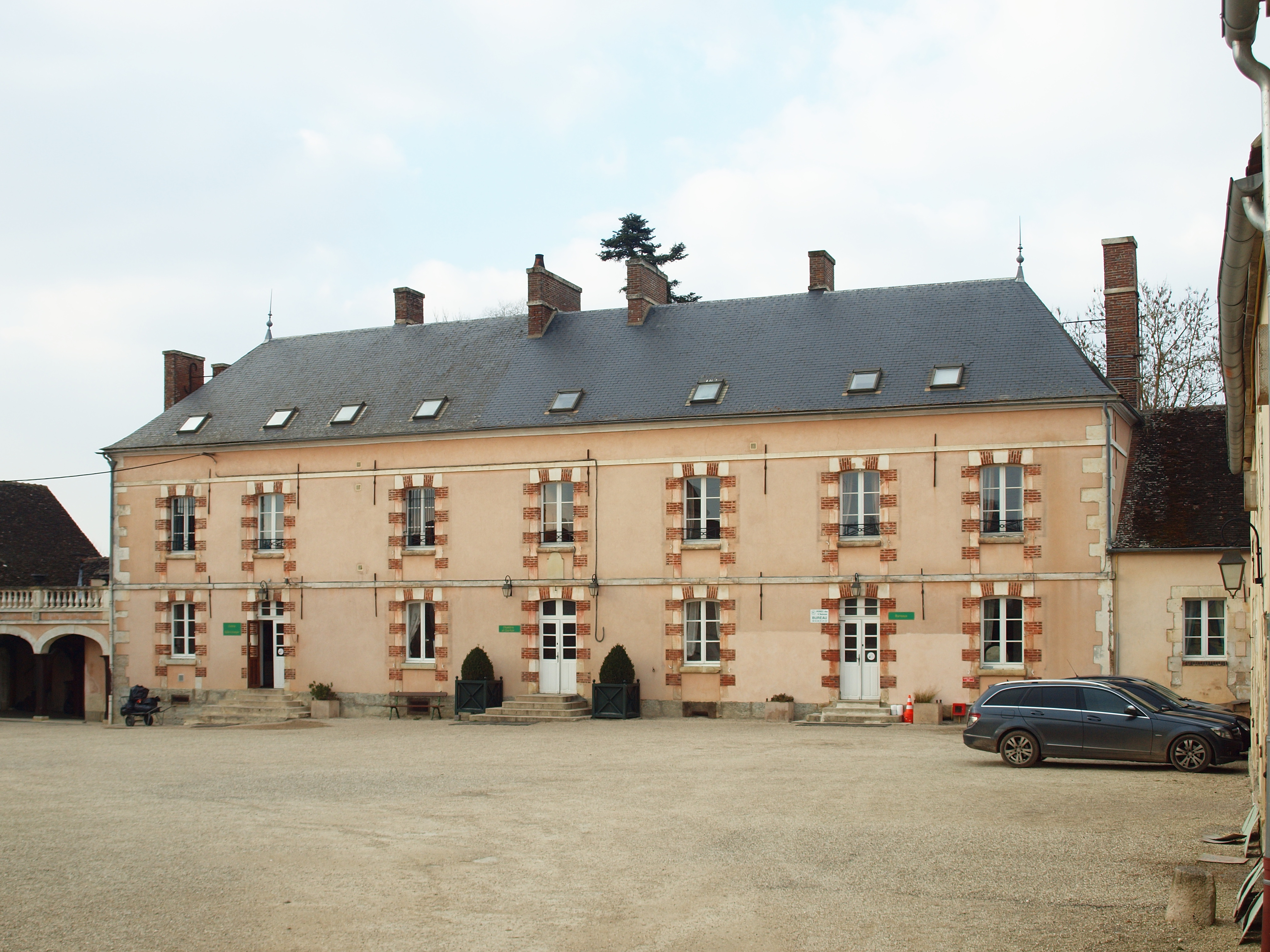
Schloss